# Kim Bong-Soo (tennista)
Kim Bong-Soo (Seul, 30 novembre 1962) è un ex tennista sudcoreano.

## Carriera
Attivo durante gli anni 1980 ha fatto parte della squadra sudcoreana di Coppa Davis con cui ha vinto diciotto incontri perdendone nove, ha rappresentato il proprio paese anche alle Universiadi vincendo una medaglia di bronzo nel 1986 e ai giochi asiatici dove ha conquistato quattro medaglie tra cui due d'oro.
Durante le olimpiadi di Seul 1988 ha raggiunto a sorpresa il terzo turno in singolare sconfiggendo tra gli altri la quarta testa di serie Henri Leconte.
Ha partecipato ad un solo torneo dello Slam in carriera durante gli Australian Open 1988 venendo eliminato al primo turno, nel circuito principale vanta come miglior risultato i quarti di finale al Seoul Open 1989.